# Ahmet Berman
Ahmet Berman (* 30. November 1931 in Istanbul; † 25. Dezember 1980 ebenda) war ein türkischer Fußballspieler. Durch seine langjährige Tätigkeit für Beşiktaş Istanbul und Galatasaray Istanbul wird er mit diesen Vereinen assoziiert. Auf der Fan- und Vereinsseite wird er als ein bedeutender Spieler der Klubgeschichten aufgefasst. Er gehörte zum Kader der Türkei bei der Fußball-Weltmeisterschaft 1954. Aufgrund seiner leicht gebückten Haltung wurde er zu seiner aktiven Zeit Kambur Ahmet (dt.: Buckel Ahmet) genannt.

## Spielerkarriere

### Verein
Ahmet Berman begann mit dem Profifußball Ende der 50er Jahre in der Jugend von Karagümrük SK und spielte hier bis zum Sommer 1953. 
Anschließend wechselte er zu Beşiktaş Istanbul und wurde hier in kürzester Zeit zu einem der Leistungsträger seiner Mannschaft. Später wurde er einer der zwei Hauptakteure des ersten großen Transferstreits in der türkischen Fußballgeschichte. Um seine Dienste und um die Dienste von Ahmet Şirzat Dağcı stritten sich die Vereine Beşiktaş Istanbul und Fenerbahçe Istanbul und überboten sich dabei. Dabei versuchten Fenerbahçe vor allem Şirzat Dağcı zu verpflichten und Beşiktaş Ahmet Berman. Fenerbahçe hatte sich mit Beykozspor für die Verpflichtung Şirzats geeignet und handelte die Details aus. Zu dieser Zeit legte Beşiktaş Beykozspor für Şirzat ein höheres Angebot vor und sorgt auf große Empörung bei Fenerbahçe. Im Gegenzug einigte sich Fenerbahçe mit Berman. Nach wochenlangen gegenseitigen Beschuldigungen vermittelte der Türkische Fußballverband und sorgte dafür, dass Şirzat zu Fenerbahçe und Berman bei Beşiktaş blieb.
Nach dem besonderen Wunsch von ihrem Trainer Leandro Remondini verpflichtete im Sommer 1959 verpflichtete Berman. Hier etablierte er sich auf Anhieb als Stammspieler. Mit seiner Mannschaft gewann er 1961/62 und 1962/63 die türkischen Fußballmeisterschaft. 
Zur Saison 1965/66 wechselte er zum Vefa Istanbul und spielte hier eine Spielzeit. Im Oktober überredete Barman sein ehemaliger Teamkamerad Hilmi Kiremitçi, der nun beim Zweitligisten Sivasspor als Spielertrainer tätig war, zu diesem Klub zu wechselten. Barman spielte bis zum Sommer für diesen Verein und beendete anschließend seine aktive Spielerlaufbahn. Er verabschiedete sich am 26. Juni 1968 mit einem Abschiedsspiel zwischen Galatasaray Istanbul und einem All-Star-Team.

### Nationalmannschaft
Ahmet Berman gehörte während der Fußball-Weltmeisterschaft 1954 zum Kader der türkischen Nationalmannschaft, kam aber zu keinem Einsatz. Sein Länderspieldebüt gab er ein Jahr später während eines Freundschaftsspiels gegen Portugal. Er absolvierte insgesamt 29 Begegnungen für die Ay-Yıldızlılar und bestritt zwei dieser Spiele als Mannschaftskapitän.

## Erfolge
- Galatasaray Istanbul:
  - Süper Lig (2): 1961/62, 1962/63

- Türkische Nationalmannschaft:
  - Teilnahme an der Weltmeisterschaft 1954

## Auszeichnungen
- Vom Türkischen Sportjournalisten-Verein wurde Berman in die beste Elf der letzten 25 Jahre im türkischen Fußball gewählt.[5]